# Fase de repesca para la Copa Mundial de Rugby de 2019
El proceso de clasificación para la Copa Mundial de Rugby de 2019 terminó con una repesca para decidir tanto el decimonoveno como el vigésimo clasificados para la Copa Mundial de Rugby de 2019. Seis equipos, los mejores no-clasificados de cada región, competirán por la última plaza para la Copa Mundial de Rugby de 2019.
El proceso comenzó con dos play-offs. El primero enfrenta al segundo clasificado del Campeonato de Europa de Rugby contra el tercer clasificado del Torneo  Tres Naciones del Pacífico (Samoa). El formato es ida y vuelta, y el equipo que obtenga más puntos en la suma de los dos partidos se clasificará de manera directa para el mundial, ocupando el puesto  en el grupo A "Ganador Play-Off". El perdedor de este partido se clasifica para la repesca junto con el ganador del segundo play-off, que enfrenta al ganador de la Copa de Oceanía de Rugby (Tahití) y al mejor equipo del Campeonato de Rugby de Asia (excluyendo Japón) (que resultó ser Hong Kong) y con el mismo formato de ida y vuelta.
Tras esta primera fase, los dos equipos clasificados se enfrentaron al segundo clasificado de la fase de clasificación africana, y el tercer clasificado de la fase de clasificación americana. Esta fase tuvo un formato de torneo cuadrangular entre todos a un partido, consiguiendo el ganador la vigésima y última plaza para la Copa Mundial de Rugby de 2019.[cita requerida]

## Participantes
| Región   | Equipo     | Inicia en                 |
| -------- | ---------- | ------------------------- |
| Oceanía  | Samoa      | Eliminatoria al mundial   |
| Europa   | Alemania   | Eliminatoria al mundial   |
| África   | Kenia      | Repesca                   |
| Américas | Canadá     | Repesca                   |
| Asia     | Hong Kong  | Cruces interconfederación |
| Oceanía  | Islas Cook | Cruces interconfederación |

## Cruces inter-confederaciones

### Europa y Oceanía
El ganador de esta serie de play-off se clasificó para la Copa del Mundo, mientras que  el perdedor era enviado al torneo de repesca. Samoa ganó 108-43 en el global.
| 30 de junio de 2018 | Samoa | 66 - 15 | Alemania | Apia Park, Apia                                                       |                                                                       |
| 15:10 (UTC+13)      |       | Reporte |          | Asistencia: 6100 espectadores Árbitro(s): Mike Fraser (Nueva Zelanda) | Asistencia: 6100 espectadores Árbitro(s): Mike Fraser (Nueva Zelanda) |

| 14 de julio de 2018 | Alemania | 28 - 42 | Samoa | Fritz-Grunebaum-Sportpark, Heidelberg                                 |                                                                       |
| 16:00 (UTC+2)       |          | Reporte |       | Asistencia: 3046 espectadores Árbitro(s): Matthew Carley (Inglaterra) | Asistencia: 3046 espectadores Árbitro(s): Matthew Carley (Inglaterra) |

### Asia y Oceanía
El ganador de este play-off, Hong Kong, se ganó el derecho de competir en el torneo de repesca luego de ganar la serie 77-3 en el global.
| 30 de junio de 2018 | Islas Cook | 3 - 26  | Hong Kong | Avarua Tereora Stadium, Rarotonga                                           |                                                                             |
| 15:00 CKT (UTC-10)  |            | Reporte |           | Asistencia: 1500 espectadores Árbitro(s): Brendon Pickerill (Nueva Zelanda) | Asistencia: 1500 espectadores Árbitro(s): Brendon Pickerill (Nueva Zelanda) |

| 7 de julio de 2018 | Hong Kong | 51 - 0  | Islas Cook | HK FC Stadium, Hong Kong                                           |                                                                    |
| 16:30 HKT (UTC+8)  |           | Reporte |            | Asistencia: 2000 espectadores Árbitro(s): Damon Murphy (Australia) | Asistencia: 2000 espectadores Árbitro(s): Damon Murphy (Australia) |

## Repesca
El 12 de julio de 2018, World Rugby anunció que el torneo de repesca se realizaría en una sede neutral, en Francia, en el Estadio Pierre-Delort en Marsella, Francia en noviembre de 2018.
Este torneo se jugó en formato de todos contra todos a un solo partido (en total 6 partidos). Los partidos tuvieron lugar durante tres fines de semana consecutivos de noviembre de 2018, a razón de dos partidos por fin de semana.

### Clasificación
| Pos. | Equipo    | Encuentros | Encuentros | Encuentros | Encuentros | Puntos  | Puntos    | Puntos     | Ensayos | Ensayos   | BO | BD | Puntos |
| Pos. | Equipo    | jugados    | ganados    | empatados  | perdidos   | a favor | en contra | diferencia | a favor | en contra | BO | BD | Puntos |
| --- | --------- | ---------- | ---------- | ---------- | ---------- | ------- | --------- | ---------- | ------- | --------- | -- | -- | ------ |
| 1 | Canadá    | 3          | 3          | 0          | 0          | 121     | 39        | 82         | 0       | 0         | 0  | 0  | 14     |
| 2 | Alemania  | 3          | 2          | 0          | 1          | 79      | 44        | 35         | 0       | 0         | 0  | 0  | 9      |
| 3 | Hong Kong | 3          | 1          | 0          | 2          | 61      | 70        | -9         | 0       | 0         | 0  | 0  | 5      |
| 4 | Kenia     | 3          | 0          | 0          | 3          | 42      | 150       | -108       | 0       | 0         | 0  | 0  | 0      |
| Los puntos de la clasificación se obtienen del siguiente modo: Victoria - 4 puntos Empate - 2 puntos 4 o más ensayos - 1 punto Derrota por 7 puntos o menos - 1 punto Derrota por más de 7 puntos - 0 puntos |           |            |            |            |            |         |           |            |         |           |    |    |        |

#### Partidos
| 11 de noviembre de 2018 | Canadá | 65 - 19 | Kenia | Estadio Pierre-Delort, Marsella |                          |
| 12:00                   |        | Reporte |       | Árbitro(s): Wayne Barnes        | Árbitro(s): Wayne Barnes |

| 11 de noviembre de 2018 | Hong Kong | 9 - 26  | Alemania | Estadio Pierre-Delort, Marsella |                            |
| 15:00                   |           | Reporte |          | Árbitro(s): Pascal Gaüzère      | Árbitro(s): Pascal Gaüzère |

| 17 de noviembre de 2018 | Hong Kong | 42 - 17 | Kenia | Estadio Pierre-Delort, Marsella |                         |
| 12:00                   |           | Reporte |       | Árbitro(s): Jaco Peyper         | Árbitro(s): Jaco Peyper |

| 17 de noviembre de 2018 | Canadá | 29 - 10 | Alemania | Estadio Pierre-Delort, Marsella |                         |
| 15:00                   |        | Reporte |          | Árbitro(s): Luke Pearce         | Árbitro(s): Luke Pearce |

| 23 de noviembre de 2018 | Kenia | 6 - 43 | Alemania | Estadio Pierre-Delort, Marsella |                           |
| 17:00                   |       |        |          | Árbitro(s): Angus Gardner       | Árbitro(s): Angus Gardner |

| 23 de noviembre de 2018 | Hong Kong | 10 - 27 | Canadá | Estadio Pierre-Delort, Marsella |                          |
| 20:00                   |           |         |        | Árbitro(s): Romain Poite        | Árbitro(s): Romain Poite |